# Falsistrellus mordax
Falsistrellus mordax es una especie de murciélago de la familia Vespertilionidae.

## Distribución geográfica
Es Endémica de Indonesia, sólo se encuentra en Java.